# Kusić
Kusić (cyr. Кусић) – wieś w Serbii, w Wojwodinie, w okręgu południowobanackim, w gminie Bela Crkva. W 2011 roku liczyła 1164 mieszkańców.